# Bitwa pod Malinem

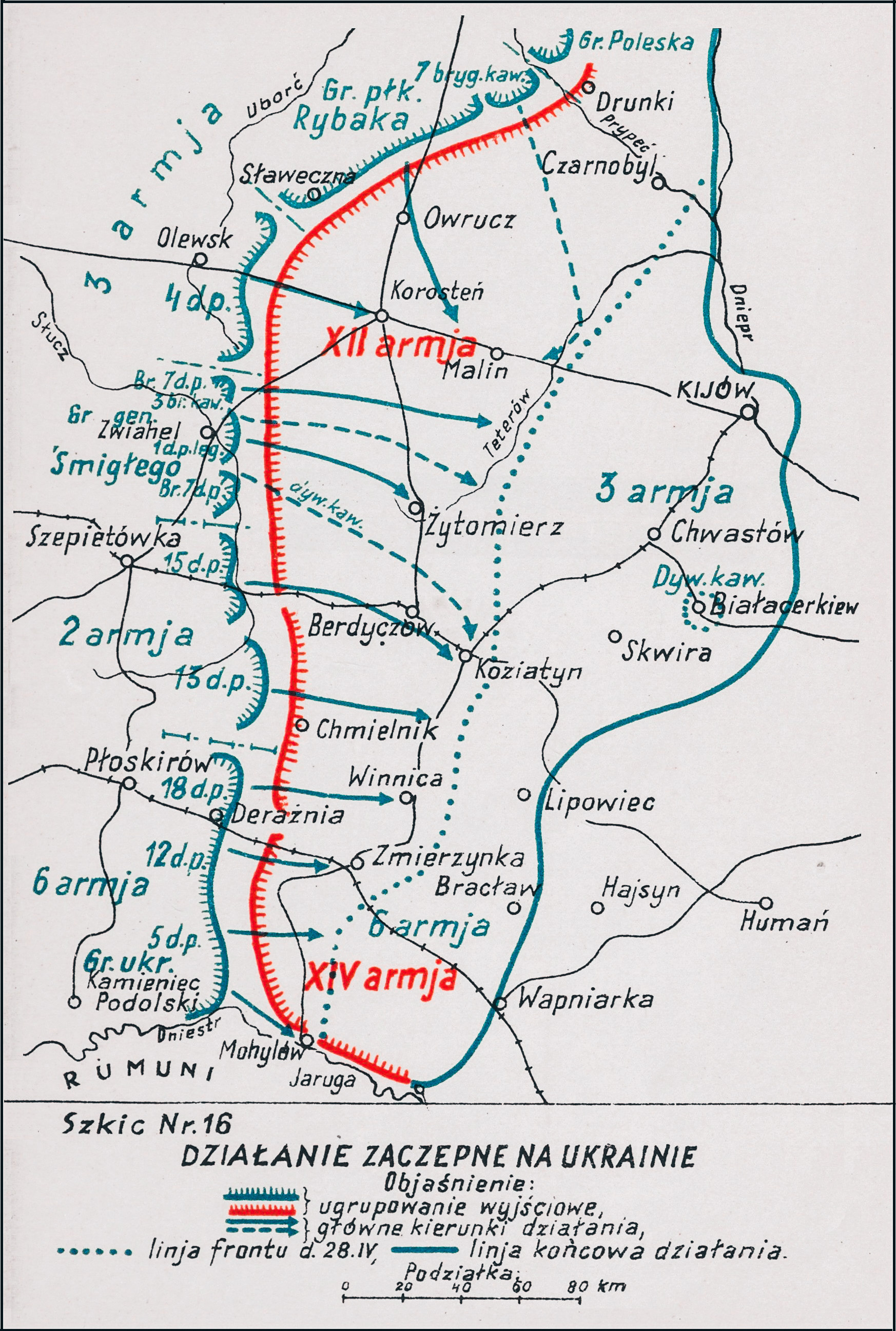
Adam Przybylski,
Wojna polska 1918–1921

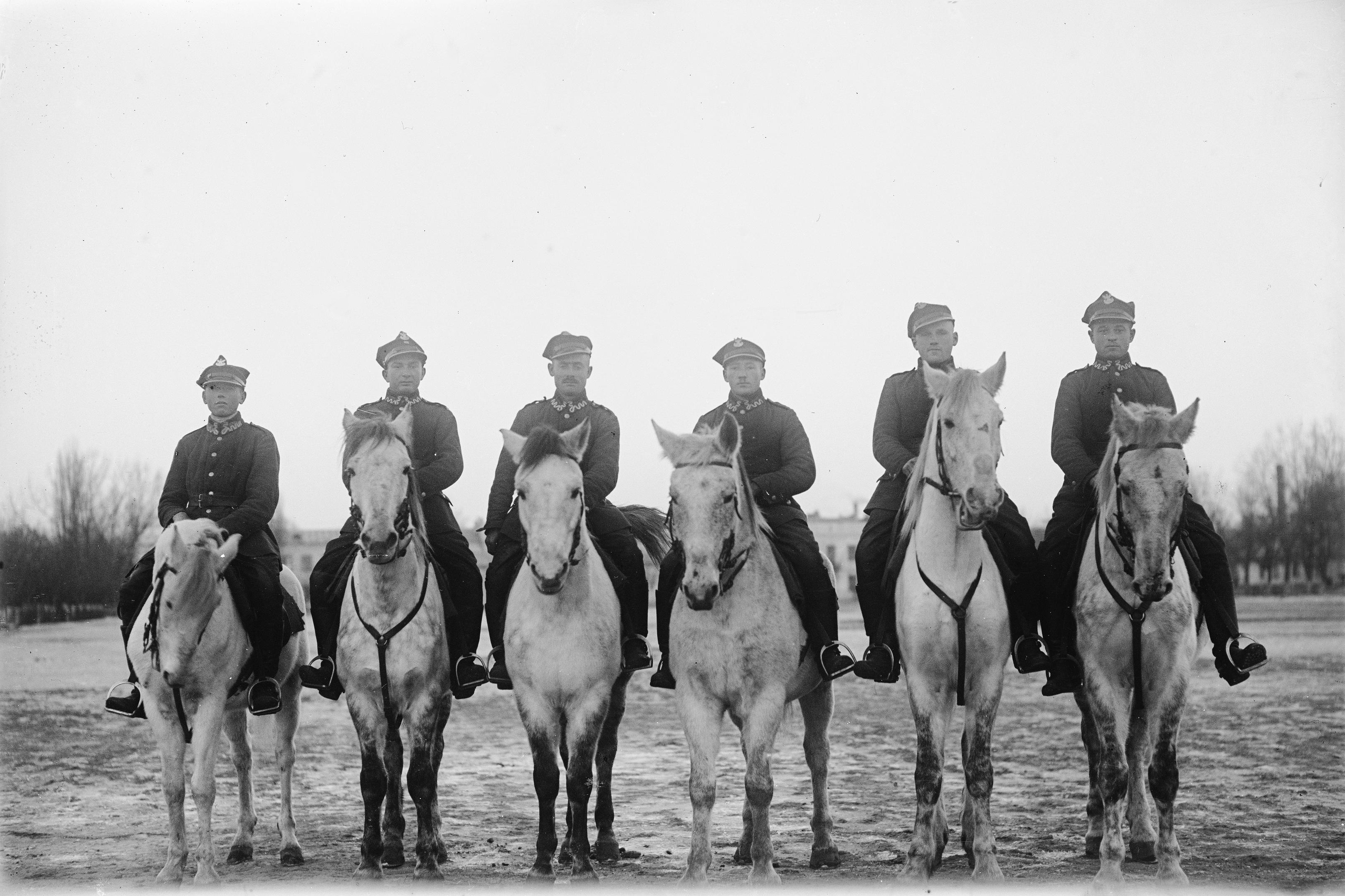
Żołnierze 1 dywizjonu artylerii konnej

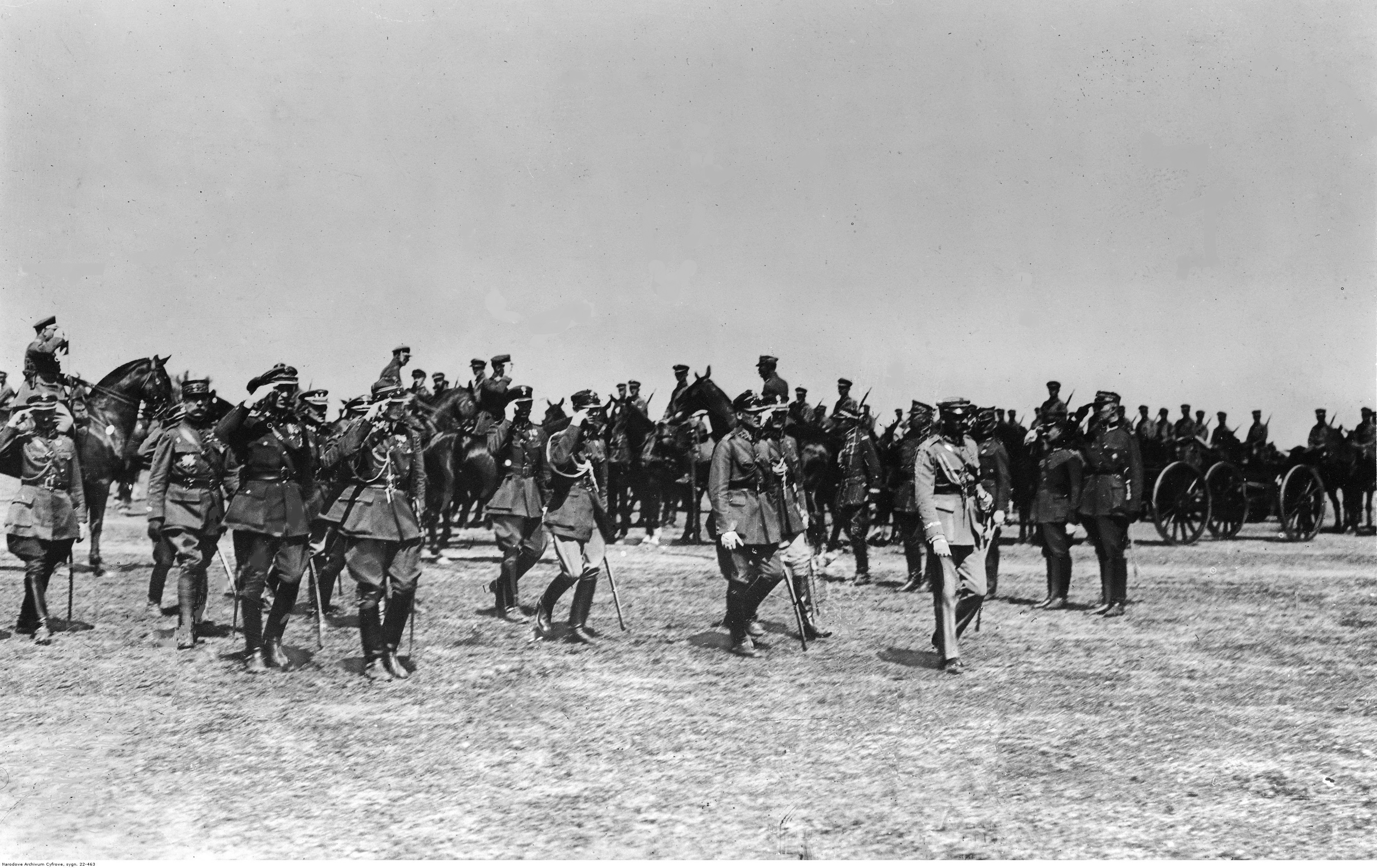
Przegląd 1 dak przez marszałka Józefa Piłsudskiego. Widoczni m.in. ppłk Wieniawa-Długoszowski (2. na lewo od marszałka) i płk Orlicz-Dreszer (3. z lewej).

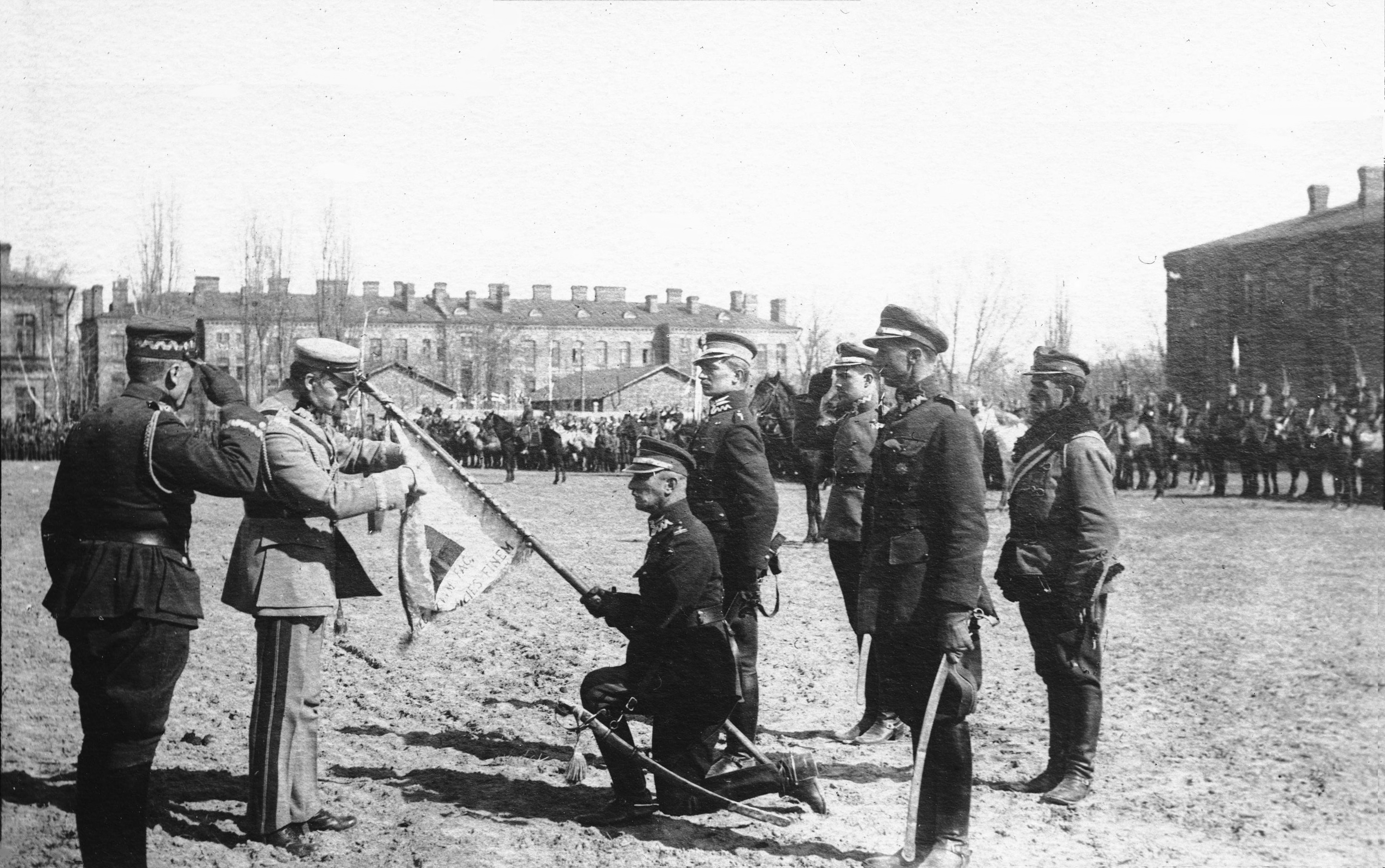
Marszałek Józef Piłsudski dekoruje sztandar 1 pszwol. Krzyżem Srebrnym Orderu Virtuti Militari; 19 marca 1921

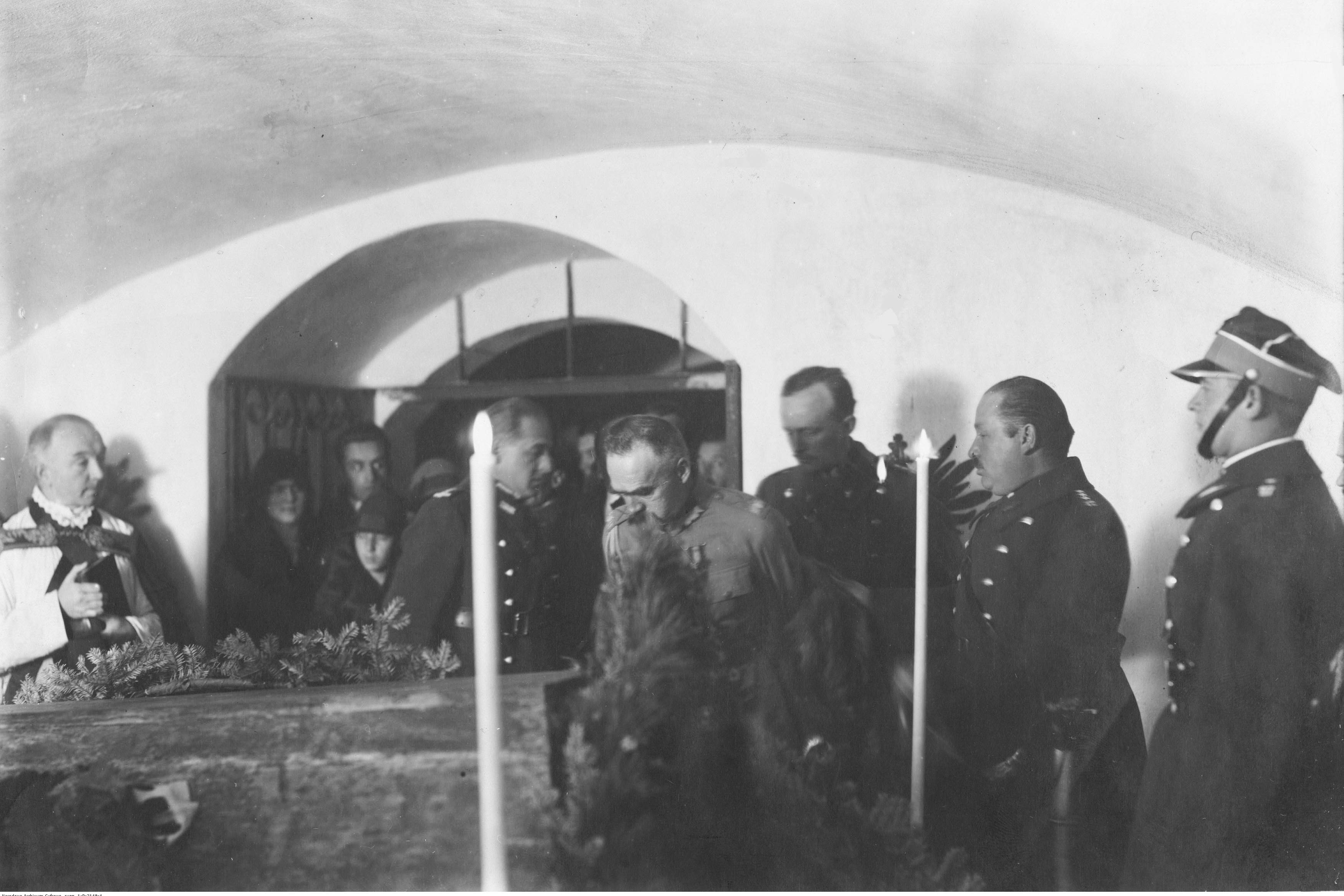
Marszałek Józef Piłsudski dekoruje w Nieświeżu Orderem Virtuti Militari IV kl. sarkofag swojego adiutanta ks. Stanisława Radziwiłła, poległego pod Malinem.

Bitwa pod Malinem – walki grupy płk. Józefa Rybaka z sowieckimi 7. i 47 Dywizją Strzelców toczone w okresie operacji kijowskiej w czasie wojny polsko-bolszewickiej.

## Sytuacja ogólna
25 kwietnia rozpoczęła się polska ofensywa na Ukrainie. Zgrupowane na froncie od Starej Uszycy nad Dniestrem po Prypeć trzy polskie armie uderzyły na wschód. Po stronie sowieckiej broniły się sowieckie 12 Armia Siergieja Mieżeninowa i 14 Armia Ijeronima Uborewicza posiadające w swoim składzie siedem dywizji strzelców i jedną dywizję kawalerii.
Polska 3 Armia marsz. Józefa Piłsudskiego wydzieliła ze swoich sił grupę operacyjną gen. Edwarda Rydza-Śmigłego, która uderzając po obu stronach szosy Zwiahel – Żytomierz, na froncie szerokości 60 km parła na Kijów.
Między lewym skrzydłem grupy gen. Rydza-Śmigłego a Prypecią zajmowały stanowiska 4 Dywizja Piechoty oraz grupa płk. Józefa Rybaka. Zadanie tych sił polegało na szybkim opanowaniu Owrucza, Korostenia i Malina.
Polski plan ofensywy przewidywał szybkie opanowanie przez wydzielone grupy wojsk trzech ważnych węzłów komunikacyjnych na tyłach nieprzyjaciela: Żytomierza, Korostenia i Koziatyna. Oczekiwano, że akcja zdezorganizuje zaplecze frontu sowieckiego i uniemożliwi przeciwnikowi prowadzenie skutecznej obrony.

## Walki pod Malinem
Grupa płk. Józefa Rybaka w składzie: 7 Brygada Jazdy, 1. i 2 pułk strzelców podhalańskich oraz 41 pułk piechoty otrzymała rozkaz opanowania stacji kolejowych Malin i Teterew, utrzymania ich do czasu nadejścia od zachodu 4 Dywizji Piechoty i wspólnie z nią rozbicia sowieckich 7. i 47 Dywizji Strzelców, wycofujących się spod Korostenia.
7 Brygada Jazdy gen. Aleksandra Romanowicza miała opanować mosty kolejowe i sąsiednie drogowe na Irszy i Teterewie oraz zająć węzeł drogowy Malin. Dopiero nocą z 24 na 25 kwietnia brygada w składzie: 17 pułk ułanów, 1 pułk szwoleżerów, pułk jazdy tatarskiej, 1 bateria 7 dywizjonu artylerii konnej, 2 bateria 1 dak zakończyła koncentrację swoich oddziałów. Rano 25 kwietnia brygada rozpoczęła zagon. Na czele kolumny szedł 1 pułk szwoleżerów. Ubezpieczył przeprawę oddziałów brygady przez Uż, a w nocy skoncentrował się w rejonie Maksymowicz, Michalina i Steblów. Następnego dnia maszerowano przez Wołczkowo – Zalesiany i koło 15.00 osiągnięto Krasiłowkę.
Po dwóch dobach forsownego marszu piaszczystymi leśnymi drogami, połączonego z omijaniem miejscowości obsadzonych przez nieprzyjaciela, spóźniona o 12 godzin w stosunku do planu działania brygada osiągnęła Piniaziewicze.
Tu dowódcy grup uderzeniowych otrzymali zadania bojowe. Jeden oddział pod dowództwem rotmistrza Ludwika Kmicica-Skrzyńskiego miał uderzyć na stację Teterew i most. Na stację Malin miały uderzyć dwa szwadrony pod dowództwem rotmistrza Jana Głogowskiego, a jeden wzmocniony szwadron jazdy tatarskiej miał zająć stację Irsza. Kolumna sił głównych brygady miała maszerować na Malin.
Walki o Malin
Rano 27 kwietnia 17 pułk ułanów i II/1 pułku szwoleżerów uderzyły na stację Malin oraz most na Irszy, całkowicie zaskakując przeciwnika. W pobliżu stacji 17 p.uł. wziął do niewoli maszerującą sowiecką baterię artylerii, następnie zajął miasteczko i wspólnie z baterią 7 dywizjonu artylerii konnej odparł kontratak nieprzyjaciela. Atakował też sowiecki pociąg pancerny, ale bateria 7 dak celnym ogniem zmusiła go do odwrotu.
Radość ze zwycięstwa była ogromna; część ułanów penetrowała setki zdobytych wagonów w poszukiwaniu zdobyczy, a rozkulbaczone konie pozostawiono na wzgórzu. Tymczasem od zachodu do Malina podchodziły główne siły 7 Dywizji Strzelców wycofujące się spod Korostenia, a od północnego zachodu spodziewano się oddziałów 47 Dywizji Strzelców. O 15.00 kolejny sowiecki pociąg pancerny ostrzelał wzgórze, rozpędzając wierzchowce. Polska bateria artylerii konnej odpowiedziała ogniem. Wyposażona w działa włoskie zaczęła odczuwać jednak braki w amunicji. Strzelała przede wszystkim z dwóch zdobycznych dział rosyjskich.
W tym czasie nadjechał drugi pociąg, a wyładowana z wagonów piechota 7 Dywizji Strzelców rozpoczęła natarcie na Malin. W toku walki spieszone szwadrony polskiej kawalerii kontratakowały. Walkę przerwał zapadający zmrok. Jednak Sowieci zdecydowali się na natarcie nocne i uderzyli wzdłuż toru kolejowego na stację Malin. Część oddziałów sowieckich obeszła stanowiska polskie i zaatakowała od wschodu. Zaskoczony 3/17 pułk opuścił swoje stanowiska. Podobnie uczyniła pozbawiona amunicji bateria 7 dak i wycofywała się do Piniaziewicz. W tym czasie na stacji Malin wywiązała się bezładna walka, toczona małymi grupkami żołnierzy, walczących między setkami stojących na torach wagonów. Oficerowie utracili możliwość dowodzenia. Ostatecznie przeciwnik wyparł Polaków ze stacji, a oddziały 7 Brygady cofały się do Piniaziewicz, nie podejmując próby odbicia stacji.
Walki o stację Teterew
Do uderzenia na Teterew wyznaczony został oddział rtm. Ludwika Kmicica-Skrzyńskiego w składzie I dywizjonu 1 pułku szwoleżerów i dwóch działonów 2 baterii 1 dywizjonu artylerii konnej. W godzinach rannych 27 kwietnia wysadzono przed stacją Teterew tor kolejowy, a po krótkiej walce w ręce szwoleżerów wpadł wycofujący się z Malina pociąg towarowy z amunicją. Stację kolejową opanowano bez walki. By nie dopuścić do działań sowieckich pociągów pancernych operujących od wschodu, zniszczono most kolejowy, odcinki torów i zwrotnice. Około 9.00 pod stację podeszły pododdziały sowieckiej 47 Dywizji Strzelców. Ich atak spieszeni szwoleżerowie odparli. Około 16.00 nadjechał sowiecki pociąg pancerny „Subotnik” i zatrzymał się przed uszkodzonym mostem. Próbę naprawy mostu udaremnił ogień 2/1 dak. W tym czasie szwadron jazdy tatarskiej zajął sąsiednią stację Irsza. Do komunikacji z Irszą wykorzystano zdobyczną lokomotywę pociągu towarowego, uzbrojoną w dwa ckm-y. Około 20.00 od strony Zarudja zaczęły podchodzić kolejne pododdziały 47 DS. Natychmiastowy kontratak spieszonych szwadronów, wzmocnionych przybyłym z Malina plutonem 17 pułku ułanów, rozproszył czerwonoarmistów. Polacy zdobyli sześć dział z jaszczami.
W nocy z 27 na 28 kwietnia i przez większą część dnia walczono z niewielkimi patrolami nieprzyjaciela, a rtm. Kmicic-Skrzyński próbował nawiązać kontakt z dowódcą 7 Brygady Jazdy. Po południu szwadron jazdy tatarskiej zmuszony został do wycofania się ze stacji Irsza, a około godz. 19.00 dowódca oddziału rtm. Kmicic-Skrzyński wydał rozkaz wycofania się z Teterewa. Podczas nocnego marszu szwoleżerowie pod Irszą uderzyli na stanowiska sowieckie, zdobyli dwa działa i zmusili do odwrotu pociąg pancerny stojący na stacji. Po tym sukcesie oddział rtm. Kmicica-Skrzyńskiego, niemal zupełnie pozbawiony amunicji, wycofał się do Zarudja. W ten sposób sowiecka 7 Dywizja Strzelców miała wolną drogę do wycofania się na wschód. Nie zdążyła jednak uczynić tego przed nadejściem polskiej piechoty 47 Dywizja Strzelców. Okrążona, złożyła broń.
Działania piechoty
Nad ranem 28 kwietnia pod Teterew i Malin podeszła piechota grupy płk. Rybaka. 9 kompania 2 pułku strzelców podhalańskich uderzyła na Malin i opanowała miasto oraz dworzec kolejowy. Kontratakowały ariergardy sowieckiej 7 Dywizji Strzelców i odzyskały stację. Wejście do walki pozostałych kompanii III/2 pspodh pozwoliło odbić miasto, ale stacji nie odzyskano. Sowieci  podjęli próbę ewakuacji nagromadzonego tam taboru kolejowego. Dopiero wspólne uderzenie całego 2 pspodh. i I batalionu 1 pspodh. pozwoliło Polakom wypchnąć Sowietów ze stacji.

Komunikaty prasowe Sztabu Generalnego z 28 i 30 kwietnia 1920 donosiły:
- (28 kwietnia) Ofensywa na Ukrainę rozwija się nadal pomyślnie. Nasze oddziały w szlachetnem współzawodnictwie, ścigają ogromnemi marszami nieprzyjaciela i nie dają mu czasu do zebrania sił. Malin, Korosteń, Berdyczów, Koziatyn, Chmielnik i Bar są zajęte. Zdobycz w jeńcach i materiale wojennym ogromna.
- (30 kwietnia) Na odcinku Koziatyna zajęto szereg miejscowości. Przejścia przez rzekę Teterów zostały zajęte i obsadzone przez nasze wojska. Szczególnie zacięte walki stoczono o miasteczko Malin, w obronie którego uczestniczyły chińskie oddziały. Miasteczko zostało zajęte po dłuższym boju, przyczem zdobyliśmy kilkanaście dział, bardzo dużo karabinów maszynowych i ręcznej broni. Zdobycz nasza w taborze kolejowym wynosi około 100 parowozów i 2900 wagonów.

## Bilans walk
Zagon na Malin – Teterew zakończył się częściowym sukcesem wojsk polskich. Kawaleria nie zdołała zatrzymać głównych sił sowieckiej 7 Dywizji Strzelców, wycofującej się na wschód. Zatrzymano i okrążono natomiast 47 Dywizję Strzelców i zmuszono do poddania się.
Walki dostarczyły wielu doświadczeń bojowych. Okazało się, że największymi walorami kawalerii były jej szybkość i łatwość manewrów podczas prowadzonych działań. Osamotniona i pozbawiona piechoty nie była jednak w stanie prowadzić uporczywej obrony.
W walkach o Malin i Teterew grupa płk. Józefa Rybaka straciła około 120 poległych i rannych. Poległ między innymi szef sztabu 7 BJ rtm. Stanisław Wilhelm Radziwiłł, ciężko ranny został dowódca 1 pszwol. mjr Gustaw Orlicz-Dreszer. Wzięto do niewoli około 250 jeńców, zdobyto 10 dział, kilkanaście ckm-ów, 5 samochodów i około 400 wagonów wyładowanych żywnością i amunicją. Bój o Malin uhonorowany został napisem na chorągwi 2 pułku strzelców podhalańskich. Za bohaterstwo w walce Krzyżem Srebrnym Orderu Virtuti Militari odznaczony został między innymi por. Tadeusz Mieczkowski z 17 puł i plut. Stanisław Zawada z 2 pspodh